# Bruxelles-Esneux
Bruxelles-Esneux est une course cycliste belge, disputée de 1910 à 1914 entre la Capitale belge et la ville de Esneux au sud de Liège, située en Wallonie.

## Palmarès
| Année | Vainqueur      | Deuxième         | Troisième       |
| ----- | -------------- | ---------------- | --------------- |
| 1910  | Joseph Matagne | Charles Haidon   | Désiré Bouvry   |
| 1911  | Auguste Benoît | Jean Demarteau   | Jean Rossius    |
| 1912  | Jean Demarteau | Dieudonné Gauthy | Isidoor Mechant |
| 1913  | René Vermandel | Maurice Moritz   | Edmond Rémy     |
| 1914  | Armand Thewis  | Guillaume Maquoi | Louis Beaumont  |